# Alexei Wladimirowitsch Abakumow
Alexei Wladimirowitsch Abakumow (russisch Алексей Владимирович Абакумов, Transliteration Aleksej Vladimirovič Abakumov; * 6. Juni 1963 in Moskau, Sowjetunion) ist ein russischer Journalist und Medienmanager.

## Leben
Abakumow absolvierte 1985 die journalistische Fakultät der Lomonossow-Universität Moskau.
Von 1985 bis 1991 war er Korrespondent, Fernsehmoderator und Redakteur des Staatlichen Komitees der UdSSR für Fernsehen und Hörfunk. Anschließend war er bis 1993 Moderator und Leiter des Auslandshörfunkdienstes "Stimme Russlands". Zudem bekleidete er in dieser Zeit die Position des stellvertretenden Leiters und im Anschluss bis 1997 die des Leiters des staatlichen Hörfunksenders "Radio Rossii".
Ab 1997 war Abakumow stellvertretender Chefredakteur bei der Vorbereitung der Nachrichtensendungen "Westi" bei WGTRK.
Zwischen 1999 und 2005 hatte Abakumow die Stellung als stellvertretender Generaldirektor der Direktion der Nachrichtensendung "Westi" inne. Parallel dazu war er Generaldirektor von Radio Rossii.
Von 2007 bis 2012 arbeitete er für den privaten Fernsehsender Ren TV und wurde hier zum Chefredakteur.
Im Zeitraum zwischen 2012 und 2017 stellvertretender Generaldirektor des Medienkonzerns "Rumedia". Ab Juli 2017 ist er Entwicklungsleiter des Medienunternehmens "RBK".